# Thrall
Thrall, il cui vero nome è Go'el, è un personaggio dell'universo di Warcraft creato da Blizzard Entertainment. Comparso a partire dall'uscita di Warcraft III: Reign of Chaos, è uno dei personaggi più amati e popolari del franchise ed è apparso in gran parte del materiale della serie, tra cui numerosi romanzi e fumetti ed è inoltre un personaggio giocabile nel videogioco Heroes of the Storm.

## Storia

### La giovinezza
Thrall è il figlio di Durotan, capo del clan orchesco dei Lupi Bianchi, e di Draka; i suoi genitori avevano intenzione di chiamarlo Go'el. Thrall fu trovato ancora neonato accanto ai corpi dei genitori, uccisi per ordine del Concilio dell'Ombra da un gruppo di assassini, dall'umano Aedelas Molonero. Molonero era il comandante di Durnholde, un campo d'internamento nel quale si trovavano molti orchi catturati dopo la Seconda Guerra. Molonero lo portò a Durnholde, allevandolo crudelmente come schiavo e chiamandolo "Thrall" (che in inglese significa appunto "schiavo"), e facendolo combattere come gladiatore, pensando poi di metterlo anche a capo di un'armata di orchi per razziare Roccavento.
A Durnholde Thrall divenne molto amico di una ragazza di nome Taretha Foxton, figlia della nutrice umana di Thrall. Grazie anche al suo aiuto, Thrall riuscì a fuggire da Durnholde, ma solo per essere subito catturato e rinchiuso in un altro campo, dove da un altro orco apprese la storia degli orchi e dell'Orda. Scoprì anche che esisteva un clan orchesco ancora libero, il Cantaguerra, guidato da Grom Malogrido. Thrall riuscì nuovamente a fuggire, mettendosi alla ricerca dei Cantaguerra, rintracciandoli ai confini di Lordaeron. Dopo un po' di permanenza fra i Cantaguerra, Grom lo mandò dagli orchi del clan dei Lupi Bianchi nelle Montagne d'Alterac, dove Thrall apprese anche dei suoi genitori. Fra i Lupi Bianchi Thrall venne anche addestrato come sciamano, il primo in seguito alla corruzione degli orchi da parte di Gul'dan.

### La liberazione degli orchi
Al villaggio dei Lupi Bianchi Thrall incontrò anche l'ex capo dell'Orda, Orgrim Martelfato. Assieme a lui, Thrall elaborò un piano per liberare gli orchi dall'internamento, che prevedeva che Thrall si infiltrasse nei campi stessi e, tramite la magia sciamanica, risvegliasse gli orchi dal loro letargo per provocare poi la fuga dal campo. Durante il quinto assedio di un campo, quello negli Altopiani d'Arathi che verrà poi rinominato "Requie del Martello", Martelfato venne ucciso, e il ruolo di capo dell'Orda passò a Thrall. Quando Thrall iniziò anche l'assedio di Durnholde, Molonero gettò ai suoi piedi la testa recisa della sua vecchia amica Taretha. Ciò portò naturalmente alla distruzione di Durnholde, e alla morte di Molonero per mano di Thrall; in seguito, l'orco compose un "lok'vadnod" per Taretha, che ad oggi è l'unico membro noto della razza umana ad averne uno dedicato.

### L'emigrazione verso Kalimdor
Liberati gli orchi da tutti i campi d'internamento, Thrall li radunò assieme. In seguito ricevette in sogno la visita di un profeta, Medivh, che gli mostro l'arrivo della Legione Infuocata e gli disse di prendere la sua gente e salpare a ovest, verso le terre di Kalimdor. Rubate delle navi dell'Alleanza, gli orchi partirono, facendo naufragio a causa di alcune tempeste su un arcipelago al centro del Grande Mare. Qui trovarono i troll della tribù Lanciascura, guidati da Sen'jin. Qui Thrall combatte contro alcuni umani di Kul Tiras e contro un gruppo di murloc che avevano catturato alcuni orchi e alcuni troll, volendoli sacrificare alla strega del mare naga non morta Zar'jira. I murloc credevano che l'isola sarebbe sprofondata se non avessero fatto offerte, e così sacrificarono per primo il capo dei troll, Sen'jin. Thrall liberò tutti i prigionieri e convinse i troll Lanciascura a ad unirsi all'Orda.

### La fondazione di Durotar
Gli orchi arrivano a Kalimdor dopo un viaggio lungo e disperdendosi lungo la costa. Durante il cammino Thrall e il suo gruppo di orchi incontrarono una piccola tribù di tauren, capeggiati da Cairne Zoccolo Sanguinario e li aiutò a sconfiggere i centauri che minacciavano la loro specie. Cairne parlò di un oracolo che risiedeva in una grotta che avrebbe potuto aiutarlo: mentre Malogrido portava il suo clan a procurare legna per la nuova città degli orchi, Thrall e Cairne arrivarono così al cospetto dell'Oracolo in contemporanea a Jaina Marefiero, un'arcimaga umana. L'Oracolo, che era anche il profeta che aveva contattato Thrall e Jaina, si rivelò essere lo spirito di Medivh, il quale spiegò loro che solo unendo le loro forze avrebbero potuto fermare il male causato dai demoni. A questo proposito, Medivh rivelò a Thrall che Grom Malogrido era caduto sotto l'influenza dei demoni. Thrall e Jaina quindi si allearono e partirono alla ricerca di Grom, accampatosi lungo i bordi della foresta di Valtetra. Qui Thrall scoprì, sconvolto, che Grom aveva nuovamente bevuto il sangue del demone Mannoroth per sconfiggere gli elfi della notte ed uccidere il loro semidio Cenarius, abbracciando insieme al suo clan la dannazione che da tanto tempo rifuggivano. Una volta liberato, Grom capì che Mannoroth doveva morire, altrimenti la maledizione sarebbe stata eterna. Così i due orchi combatterono Mannoroth e Grom si sacrificò per ucciderlo, espiando i propri peccati e liberando gli orchi dall'influsso demoniaco. Gli orchi e gli umani giunsero così alle pendici del Monte Hyjal, unendosi con gli elfi della notte per respingere la Legione Infuocata, uccidendone il capo Archimonde ed uscendone vittoriosi.
Gli orchi si stabilirono in seguito nella regione di Durotar, fondando la città di Orgrimmar, mentre gli umani si stabilirono a Theramore, nelle Acquemorte. Non molto tempo dopo vennero attaccati dalle armate di Kul Tiras guidate dall'ammiraglio Daelin Marefiero, padre di Jaina, la quale rifiutò di schierarsi contro gli orchi. Ciò gettò Theramore nella guerra civile, che terminò con l'uccisione dell'ammiraglio da parte di Rexxar, campione dell'Orda. Nonostante ciò i rapporti fra Thrall e Jaina rimasero buoni, anche se le tensioni fra orchi e umani crescevano.

### InWorld of Warcraft
Con l'uscita della prima espansione di World of Warcraft, The Burning Crusade, Thrall si reca nelle Terre Esterne, a Nagrand, dove sono stati ritrovati i Mag'har, cioè gli orchi che non sono mai stati corrotti dai demoni, fra cui sua nonna Geyah (capo dei Mag'har stessi) e Garrosh Malogrido, figlio di Grom, che Thrall prende al suo fianco come consigliere. Geyah gli rivela anche il nome che i suoi genitori intendevano dargli, "Go'el", che significa "salvare" in orchesco.
Più tardi, durante gli eventi narrati nel fumetto di Warcraft, Thrall si reca ad un incontro a Theramore Island organizzato da Jaina, dove sarà presente anche re Varian Wrynn, per cercare di pacificare Orda e Alleanza, portando con sé anche Garrosh e Rehgar Eartfury. L'incontro va però decisamente male, perché i membri del Martello del Crepuscolo, sotto ordine di Cho'gall e portando con sé Garona la Mezz'Orchessa mentalmente controllata, tentano di assassinare Varian. Grazie all'intervento di Med'an, figlio di Garona, Varian sopravvive, ma pensa che sia stato Thrall ad organizzare il complotto, rompendo ancora di più la già fragile tregua fra le due fazioni.
In seguito Thrall si troverà con Varok Faucisaure, Garrosh, Rehgar, Sylvanas Ventolesto e il Gran Spezial Putress per fronteggiare le invasioni di non morti che precedono l'uscita di Wrath of the Lich King e, durante gli eventi di questa seconda espansione, capeggia un piccolo esercito assieme a Sylvanas e Vol'jin per riconquistare Sepulcra, caduta in mano a Putress e Varimathras che hanno tradito l'Orda. Dopo la battaglia, Varian Wrynn dichiarerà guerra all'Orda, rovinando tutto ciò per cui Thrall aveva lavorato.

### Il Cataclisma
Prima del Cataclisma, Thrall fece ritorno a Nagrand per chiedere consiglio a proposito dei frequenti e violenti terremoti e dell'instabilità elementale che avevano cominciato a sconquassare Azeroth. In quell'occasione trovò anche una compagna fra i Mag'har, Aggra (tacitando così le voci su una sua presunta relazione con Jaina Marefiero). Alamorte rientrò poi ad Azeroth passando dal Maelstrom, causando un Cataclisma di proporzioni colossali. Thrall, essendo un potente sciamano, si unì al Circolo della Terra e si recò sulle rocce circostanti il Maelstrom per cercare di mantenerlo stabile. Per guidare l'Orda designò quindi Garrosh Malogrido, con gran dispiacere di Vol'jin e di altri membri di rilievo dell'Orda.
Durante il viaggio sulla "Furia di Draka", la nave venne attaccata da una flotta dell'Alleanza e Thrall venne catturato dagli agenti del SISVE e portato sulle Isole Perdute. Liberato dai goblin, naufragati lì in seguito all'eruzione del vulcano dell'isola di Kezan, riconfermò il principe del commercio Gallywix nel suo ruolo (nonostante Gallywix avesse tentato di ucciderlo) e ammise i goblin del Cartello di Acqualorda nell'Orda. Raggiunto infine il Maelstrom, si mise all'opera nel tentativo di richiudere la fenditura lavorando assieme al draenei Corrotto Nobundo e al capo del Circolo della Terra Muln Terra Furiosa, e supportato anche da Aggra.

### L'assedio di Orgrimmar
Già da tempo Thrall venne a sapere (soprattutto da Vol'jin) che Garrosh stava compiendo delle scelte che avrebbero riportato l'Orda come un nemico per Azeroth, ma, secondo lui, Garrosh era l'unico che poteva guidarla. Il punto di rottura tra Thrall e Malogrido emerse quando Garrosh invase Pandaria, risvegliando tra l'altro gli Sha che cominciarono a devastarla, e formando la Vera Orda. Thrall, non potendo sopportare tale offesa (era stato lui a scegliere Garrosh come nuovo Capoguerra), si unì agli eserciti congiunti dell'Alleanza e dell'Orda e contrastò le forze di Garrosh, arrivando ad affrontarlo con il supporto di tutti i leader di Azeroth. Una volta sconfitto Garrosh Thrall gli disse che lo aveva profondamente deluso e si apprestò ad ucciderlo per vendicare l'onore dell'Orda, ma Varian Vrynn lo fermò, dicendogli che non spettava solo a lui il diritto di punirlo; alla fine però entrambi accettarono che Garrosh venisse portato a Pandaria per essere giudicato per i suoi crimini di guerra. Dovendo scegliere una nuova guida per l'Orda, Thrall nominò, con l'approvazione di Lor'Themar, Baine, Gallywix e Sylvanas, Vol'jin, dato che aveva salvaguardato l'unità dell'Orda durante la tirannia di Garrosh, e accetta di guidarlo per farlo diventare un degno Capoguerra.

## Personalità
Cresciuto fra gli umani, Thrall non ha problemi nel confrontarsi con membri di altre razze. Giudica una persona dalla sua faccia e tratta con rispetto i visitatori, finché le loro azioni non lo portano a fare il contrario. Non è sanguinario come gli orchi della vecchia Orda; di fronte ai crimini, la punizione più severa che infligge è l'esilio, anche se in casi estremamente gravi ha provveduto lui stesso all'esecuzione dei colpevoli.
È ospitale verso chiunque, e nei confronti degli amici è generoso e cortese, anche nei confronti degli stranieri; ha la stoffa del capo, e quasi tutti gli orchi sono maggiormente propensi ad aiutarlo e salvaguardare la sua protezione, anche se non tutti gradiscono la sua politica.

## Poteri e abilità
Thrall è un eccezionale sciamano e molto versato nella magia: è solito, ad esempio, lanciare potenti fulmini. La sua intelligenza e il suo acume gli permettono di imparare velocemente ed essere un ottimo stratega e tattico. Thrall è inoltre un eccellente guerriero con armi da tiro e corpo a corpo, addestrato come gladiatore da Aedes Molonero. Sua principale arma è Martelfato, un martello magico una volta appartenente alla stirpe di Orgrim Martelfato, che combinato alla sua eccezionale forza lo rende letale.